# Лі Тернер
Лі Тернер (англ. Leigh Turner; нар. 1958) — британський дипломат. Надзвичайний і Повноважний Посол Великої Британії в Україні.

## Біографія
Народився у 1958 році. Володіє німецькою, французькою, українською та російською мовами.
З 1979 по 1983 — працював у Міністерстві транспорту, Агенції з управління майном уряду, Міністерстві з питань навколишнього середовища та Казначействі Її Величності.
З 1984 по 1987 — співробітник Посольства Великої Британії у Відні.
З 1987 по 1991 — працював у Лондоні, де займався політичними питаннями, зокрема питаннями бюджету та фінансів Європейського Союзу.
З 1992 по 1995 — працював першим секретарем з економічних питань у Посольстві Великої Британії в Москві.
З 1995 по 1998 — працював у Департаменті Гонконгу Міністерства закордонних справ Великої Британії спочатку заступником голови, пізніше — головою.
З 1998 по 2002 — працював радником з економічних питань/ЄС у Бонні та пізніше у Берліні.
З 2002 по 2006 — перебував у неоплачуваній відпустці в Берліні в той час, як його дружина, яка також має високий дипломатичний ранг, працювала у Посольстві в Берліні. Протягом того часу він займався родинним будинком, доглядав за двома дітьми і писав романи та кіносценарії. Він також працював журналістом для «Financial Times», «Boston Globe» та інших газет.
З 2006 по 2008 — директор Департаменту з Заморських Територій Міністерства закордонних справ Великої Британії у Лондоні.
18 червня 2008 — новий Посол Її Величності Королеви Великої Британії в Україні, вручив вірчі грамоти Президенту України Віктору Ющенку.